# Lãnh chúa Tinh thần

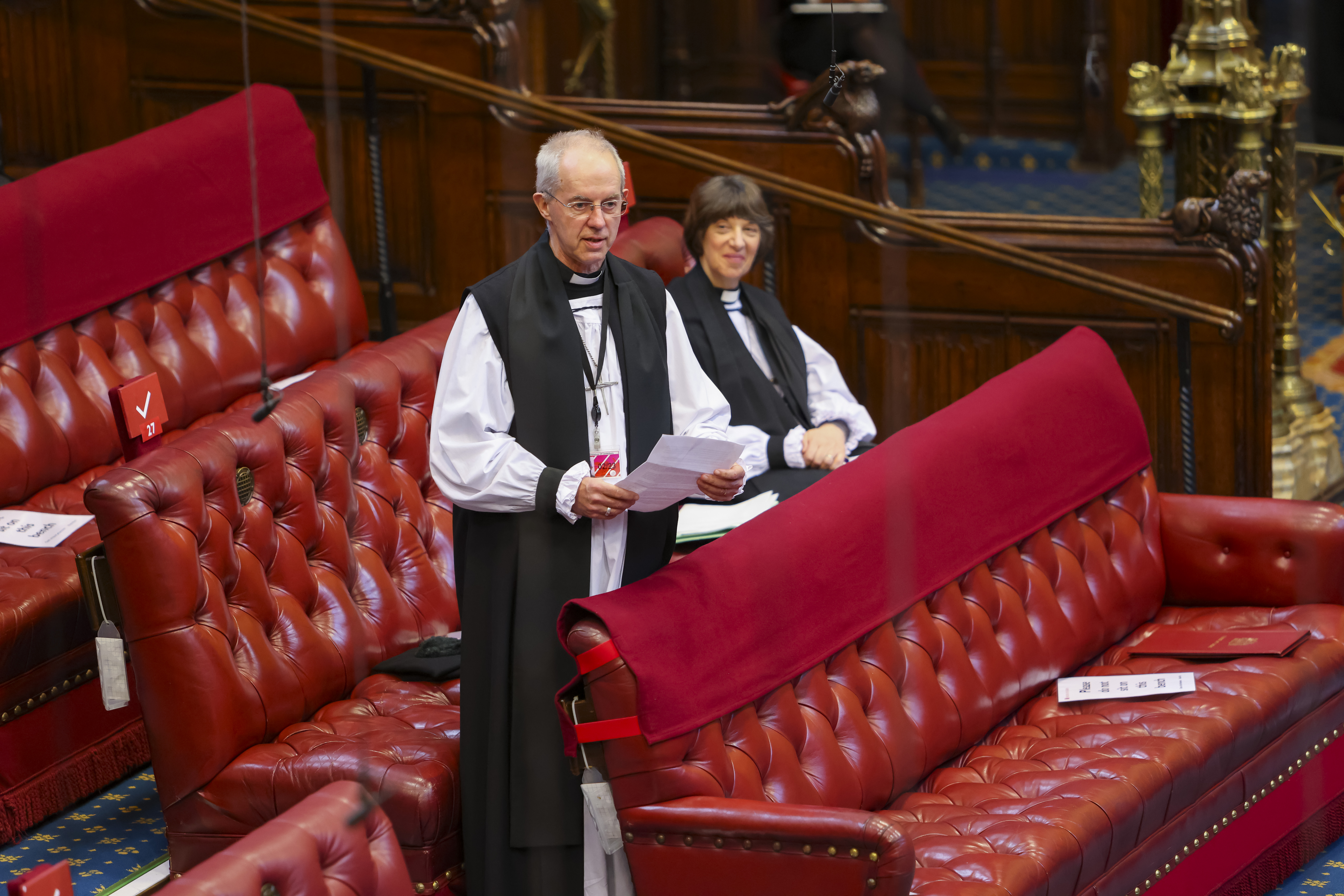
Justin Welby (Tổng giám mục xứ Canterbury) và Rachel Treweek (Giám mục xứ Gloucester) trong Viện Quý tộc năm 2021

Lãnh chúa Tinh thần (tiếng Anh: Lords Spiritual) là các giám mục của Giáo hội Anh sở hữu một ghế tại Viện Quý tộc - Thượng viện của Vương quốc Liên hiệp Anh và Bắc Ireland. Có tới 26 trong số 42 giám mục và tổng giám mục giáo phận của Giáo hội Anh phục vụ với tư cách là Lãnh chúa Tinh thần (không bao gồm các giám mục đã nghỉ hưu sở hữu 1 ghế trong viện theo quyền của một quý tộc). Giáo hội Scotland (Giáo hội Trưởng lão), và các nhà thờ Anh giáo ở xứ Wales và Bắc Ireland, không còn là các nhà thờ nhà nước (state church hay established church), vì thế các giám mục ở đây không thể sở hữu một ghế trong Viện Quý tộc. Lãnh chúa Tinh thần khác với Lãnh chúa Thế tục, những người đồng cấp cũng sở hữu một ghế tại Viện Quý tộc.

## Cấp bậc và tước hiệu
Có 42 giáo phận trong Giáo hội Anh, mỗi giáo phận do một Giám mục chính tòa phận lãnh đạo. Tổng giám mục Canterbury và Tổng giám mục York, với tư cách là Giáo chủ của Toàn Anh và Giáo chủ của Anh, có quyền giám sát các Giáo tỉnh tương ứng của họ. Những giám mục và tổng giám mục giữ 5 "giáo phận lớn" – Canterbury, York, London, Durham và Winchester – luôn là thành viên trong Lãnh chúa Tinh thần.
Trong số 37 giám mục còn lại, 21 giám mục cao cấp nhất thường sở hữu 1 ghế trong Viện Quý tộc. Sau lễ tấn phong đầu tiên của các giám mục nữ trong Giáo hội Anh, quy tắc này đã bị đình chỉ bởi Đạo luật Lãnh chúa Tinh thần (Phụ nữ) năm 2015 (Lords Spiritual (Women) Act 2015), trong đó quy định rằng cho đến năm 2025, tất cả phụ nữ được bổ nhiệm làm giám mục giáo phận sẽ tự động trở thành Lãnh chúa Tinh thần khi có chỗ trống tiếp theo, bất kể thâm niên, để tăng cường sự đại diện của các giám mục nữ trong Viện. Nếu không, thâm niên được xác định theo tổng thời gian phục vụ với tư cách là giám mục giáo phận Anh (tức là không bị mất khi chuyển sang giáo phận khác). Giám mục Sodor và Man và Giám mục Gibraltar ở Châu Âu không phải là thành viên của Viện Quý tộc bất kể thâm niên, vì giáo phận của họ nằm ngoài lãnh thổ Anh và cả Vương quốc Liên hiệp Anh.
Về mặt lý thuyết, quyền bầu tổng giám mục và giám mục được trao cho hội đồng giáo luật của nhà thờ giáo phận. Tuy nhiên, trên thực tế, việc lựa chọn tổng giám mục hoặc giám mục được thực hiện trước cuộc bầu cử. Thủ tướng lựa chọn trong số những người được đề cử do Ủy ban Đề cử của Hoàng gia đề xuất, và sau đó quốc vương chỉ thị cho hội đồng giáo luật bầu cá nhân được đề cử làm giám mục hoặc tổng giám mục.
Một thành viên trong nhóm Lãnh chúa Tinh thần sẽ được Tổng giám mục Canterbury bổ nhiệm làm người triệu tập phiên họp; người này điều phối công việc của các giám mục trong Viện Quý tộc. Alan Smith, Giám mục của St Albans, được bổ nhiệm làm người triệu tập hiện tại vào ngày 23 tháng 9 năm 2022.

## Số lượng

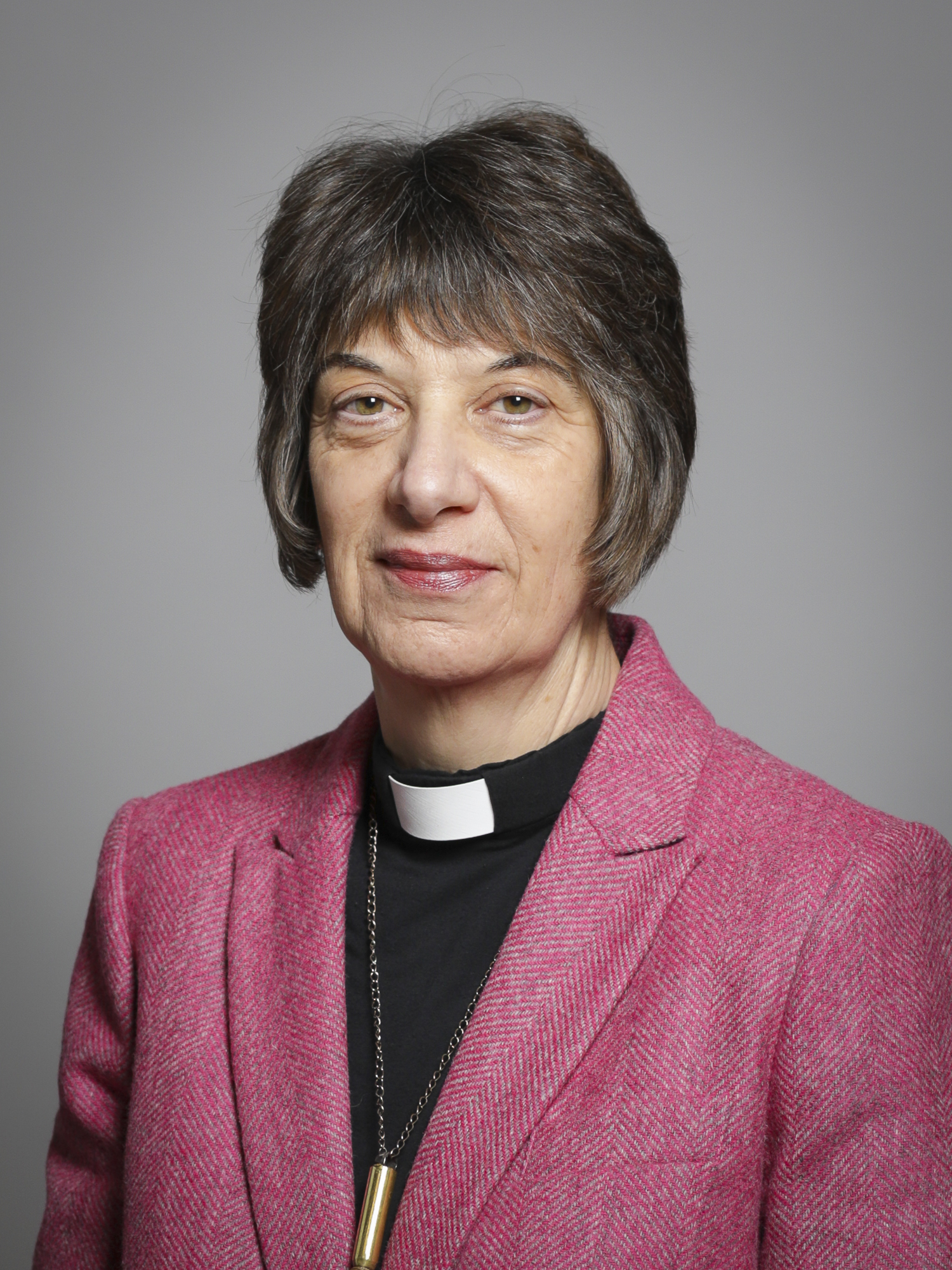
Rachel Treweek, nữ giám mục đầu tiên sở hữu 1 ghế tại Viện Quý tộc Anh sau khi Đạo luật Lãnh chúa tinh thần (phụ nữ) năm 2015 có hiệu lực.

Trong lịch sử ban đầu của Quốc hội Anh, các Lãnh chúa Tinh thần (bao gồm cả các viện phụ) với số lượng đông hơn các Lãnh chúa Thế tục. Tuy nhiên, trong khoảng thời gian từ năm 1536 đến năm 1540, Vua Henry VIII đã giải thể các tu viện, do đó bãi bỏ các ghế của các viện phụ. Kể từ đó, các Lãnh chúa Tinh thần trở thành thiểu số trong Viện Quý tộc.
Ngoài 21 giáo phận cũ (bao gồm 4 giáo phận ở xứ Wales), Vua Henry VIII đã thành lập 6 giáo phận mới, trong đó có 5 giáo phận còn tồn tại (xem Sự phát triển lịch sử của các giáo phận Giáo hội Anh); các Giám mục của Giáo hội Anh đã bị loại trừ vào năm 1642, nhưng đã giành lại được ghế của mình sau cuộc Trung hưng quân chủ Anh; từ đó cho đến đầu thế kỷ XIX, không có giáo phận mới nào được thành lập và số lượng các Lãnh chúa Tinh thần vẫn ở mức 26.
Các giám mục, viện phụ và bề trên của Giáo hội Scotland về mặt lịch sử đã ngồi trong Quốc hội Scotland. Những người không phải là giáo dân đã mua lại các tu viện vào năm 1560, sau cuộc Cải cách Scotland, và do đó những người trở thành "viện phụ" và "viện trưởng" đều là giáo dân sau thời điểm đó. Các giám mục của Giáo hội Scotland vẫn tiếp tục ngồi trong quốc hội, bất kể sự tuân thủ tôn giáo của họ. Các giáo sĩ Công giáo La Mã đã bị loại trừ vào năm 1567, nhưng các giám mục Episcopal vẫn tiếp tục ngồi cho đến khi họ cũng bị loại trừ vào năm 1638. Các giám mục đã giành lại được ghế của mình sau cuộc Trung hưng Scotland, nhưng một lần nữa bị loại trừ vào năm 1689, sau khi bãi bỏ hoàn toàn các giám mục giáo phận và thành lập vĩnh viễn Giáo hội Scotland với tư cách là Giáo hội Trưởng lão. Không còn giám mục nào trong Giáo hội Scotland nữa và giáo hội đó chưa bao giờ cử bất kỳ giáo sĩ nào đến ngồi tại Viện Quý tộc ở Westminster.
Các giám mục và tổng giám mục của Giáo hội Ireland có quyền ngồi tại Viện Quý tộc Ireland với tư cách là Lãnh chúa Tinh thần. Họ đã có được đại diện tại Viện Quý tộc ở Westminster sau khi Ireland và Đại Anh hợp nhất vào năm 1801. Trong số các giáo sĩ của Giáo hội Ireland, bốn người (một tổng giám mục và ba giám mục) sẽ sở hữu ghế trong Viện quý tộc tại bất kỳ thời điểm nào, với các thành viên thay phiên nhau vào cuối mỗi kỳ họp quốc hội (thường kéo dài khoảng một năm). Tuy nhiên, Giáo hội Ireland đã bị giải thể vào năm 1871 và sau đó không còn bất cứ ai đại diện tại Viện Quý tộc.
Giám mục xứ Sodor và Man, mặc dù là Giám mục trong Giáo hội Anh, nhưng chưa bao giờ được đưa vào Lãnh chúa Tinh thần của Anh, vì Đảo Man chưa bao giờ là một phần của Vương quốc Anh hoặc Vương quốc Liên hiệp Anh. Lãnh chúa giám mục là người nắm giữ chức vụ lâu đời nhất ở Tynwald (quốc hội liên tục lâu đời nhất trên thế giới) và vẫn là thành viên đương nhiên của Tòa án Tynwald và Hội đồng Lập pháp của hòn đảo, mặc dù gần đây (những năm 2020) đã trở thành chủ đề gây tranh cãi.
Vào đầu thế kỷ XIX, khi dân số của các thành phố công nghiệp tăng lên, Giáo hội Anh đã đề xuất thành lập 2 giáo phận mới cho Leeds và Manchester, nhưng chính phủ đã từ chối tăng số lượng Lãnh chúa Thân thần trong Viện Quý tộc. Giáo hội không muốn có hai hạng giám mục giáo phận, và quyết định hợp nhất các giáo phận khác để tạo điều kiện cho các giáo phận mới. Năm 1836, giáo phận mới đầu tiên được thành lập, đó là Ripon; nhưng nó đã được cân bằng thông qua sáp nhập các Giáo phận Bristol và Gloucester. (Sau đó, chúng lại được tách ra một lần nữa.) Việc thành lập Giáo phận Manchester cũng đã được lên kế hoạch nhưng bị trì hoãn cho đến khi các giáo phận St Asaph và Bangor có thể được sáp nhập. Họ không bao giờ làm như vậy, nhưng Đạo luật Giáo phận Manchester năm 1847 vẫn được tiến hành với một cách thay thế để duy trì giới hạn 26 giám mục trong Viện Quý tộc: điều khoản dựa trên thâm niên đã được duy trì cho đến ngày nay. Tuy nhiên, Đạo luật Lãnh chúa Tinh thần (Phụ nữ) năm 2015 trao ghế Viện Quý tộc cho bất kỳ phụ nữ nào được bổ nhiệm làm giám mục giáo phận ở Anh trong thập kỷ tiếp theo quyền ưu tiên kế nhiệm những người trong số 21 thành viên hiện tại nghỉ hưu trong thời gian đó. Rachel Treweek trở thành Giám mục xứ Gloucester và là người phụ nữ đầu tiên trở thành Lãnh chúa Tinh thần theo Đạo luật năm 2015; Christine Hardman trở thành người thứ hai vào cuối năm đó.
Năm 1920, với sự độc lập của Giáo hội xứ Wales khỏi Giáo hội Anh và sự giải thể của Giáo hội này, các giám mục xứ Wales không còn đủ điều kiện để sở hữu ghế tại Viện Quý tộc.
26 ghế của Lãnh chúa Tinh thần chiếm 3,2% tổng số thành viên của Viện Quý tộc (817 ghế, tính đến ngày 27 tháng 1 năm 2025).

## Chính trị
Mặc dù các Lãnh chúa Tinh thần không liên kết với bất kỳ đảng phái nào, họ cũng không thuộc nhóm Crossbencher; chỗ ngồi của họ nằm ở phía Chính phủ của phòng Lãnh chúa (Lords chamber), còn được gọi là "phía tinh thần", ở phía bên phải và gần ngai vàng nhất. Mặc dù trong một phiên họp đầy đủ, các Giám mục chiếm gần ba hàng ghế, nhưng hàng ghế đầu của họ được phân biệt một cách tinh tế, thông qua việc đó hàng ghế duy nhất trong Viện có một tay vịn ở cả hai đầu; nó nằm ở hàng ghế đầu, gần đầu ngai vàng của phòng, cho thấy địa vị độc đáo của họ.
Theo thông lệ, ít nhất một trong các Giám mục đọc lời cầu nguyện trong mỗi ngày lập pháp (vai trò do Linh mục của Chủ tịch Hạ Viện đảm nhiệm). Họ thường phát biểu trong các cuộc tranh luận; vào năm 2004, Rowan Williams, khi đó là Tổng giám mục Canterbury, đã mở một cuộc tranh luận về luật tuyên án. Các biện pháp (Dự luật của Giáo hội Anh) phải được trình lên Lãnh chúa, và Lãnh chúa Tinh thần có vai trò đảm bảo điều này diễn ra.

## Các giám mục đã nghỉ hưu với tư cách là Lãnh chúa Tinh thần
Kể từ năm 1928, các Tổng giám mục Canterbury đã nghỉ hưu sẽ được phong tước vị, cho phép họ tiếp tục ngồi trong Viện Quý tộc với tư cách là Lãnh chúa Thế tục sau khi nhiệm kỳ của họ với tư cách là Lãnh chúa Tinh thần kết thúc. Các Tổng giám mục Randall Davidson (1928) và Cosmo Gordon Lang (1942) đã được phong Nam tước cha truyền con nối (mặc dù cả hai đều không có người thừa kế nam và tước hiệu của họ đã hết hiệu lực sau khi họ qua đời). Các Tổng giám mục [[Geoffrey Fisher] (1961), Michael Ramsey (1974), Donald Coggan (1980), Robert Runcie (1991), George Carey (2002) và Rowan Williams (2013) đã được phong Quý tộc trọn đời.
Các Tổng giám mục Lang, Ramsey và Coggan đều từng phục vụ với tư cách là Tổng giám mục xứ York trước khi được chuyển đến Canterbury. Các Tổng giám mục York nghỉ hưu sau đó đã được phong tước quý tộc trọn đời: - Tổng giám mục Stuart Blanch (1983), John Habgood (1995) David Hope (2005) và John Sentamu (2021).
Robin Eames, Tổng giám mục Armagh của Giáo hội Ireland, đã được phong tước quý tộc trọn đời vào năm 1995 để ghi nhận công lao của ông trong việc hòa giải và trong tiến trình hòa bình Bắc Ireland.
Ít phổ biến hơn, các giám mục đã nghỉ hưu khác đã được phong tước quý tộc trọn đời: - Giám mục David Sheppard của Liverpool (1997), Richard Harries của Oxford (2006) và Richard Chartres của London (2017).

## Cải cách

### Đề xuất cải cách Viện Quý tộc năm 2011
Theo Dự luật Cải cách Viện Quý tộc năm 2012 do Chính phủ Liên minh đề xuất, Viện Quý tộc sẽ được bầu 80% và bổ nhiệm 20%, hoặc được bầu 100%. Trong trường hợp thứ nhất, sẽ có 12 giám mục của Giáo hội Anh trong thượng viện được cải cách. Trong 12 giám mục sẽ có 5 "Vị giám mục được chỉ định" (Tổng giám mục Canterbury và York và Giám mục Durham, London và Winchester, có quyền ngồi theo chức vụ) cộng với 7 "Vị giám mục bình thường" khác (giám mục giáo phận do chính giáo hội lựa chọn thông qua bất kỳ phương tiện nào mà giáo hội cho là phù hợp). Việc giảm từ 26 xuống 12 giám mục sẽ được thực hiện theo cách từng bước: tối đa 21 giám mục sẽ vẫn giữ nguyên trong giai đoạn 2015–2020 và tối đa 16 giám mục trong giai đoạn 2020–2025. Nhiệm kỳ của các Lãnh chúa Tinh thần thông thường sẽ trùng với mỗi "giai đoạn bầu cử" (tức là giai đoạn từ cuộc bầu cử này sang cuộc bầu cử tiếp theo), với việc giáo hội có thể chỉ định tối đa 7 người để phục vụ trong mỗi giai đoạn bầu cử. Những cải cách này sau đó đã bị hủy bỏ.

### Cải cách năm 2015 tạm thời ưu tiên cho phụ nữ
Theo Đạo luật Lãnh chúa Tinh thần (Phụ nữ) năm 2015, bất cứ khi nào có chỗ trống thuộc nhóm Lãnh chúa Tinh thần trong 10 sau khi Đạo luật có hiệu lực (18 tháng 5 năm 2015 – 18 tháng 5 năm 2025), chỗ trống đó phải được lấp đầy bởi một nữ giám mục, nếu người đó đủ điều kiện. Đạo luật không áp dụng cho các giáo phận Canterbury, York, London, Durham và Winchester, những người nắm giữ các giáo phận này tự động có một ghế trong Viện Quý tộc. Sáu nữ giám mục sau đó đã trở thành Lãnh chúa Tinh thần thông qua việc các giám mục trong Lãnh chúa Tinh thần nghĩ hưu, tính đến tháng 9 năm 2023. (Ngoài ra, Sarah Mullally đã gia nhập Lãnh chúa Tinh thần một cách chính thức khi được bổ nhiệm làm Giám mục London vào năm 2018.) Một luật khác đã được công bố vào tháng 7 năm 2024 nhằm mục đích gia hạn điều khoản này cho đến tháng 5 năm 2030.

## Chỉ trích
Sự hiện diện của các Lãnh chúa Tinh thần tại Viện Quý tộc đã bị chỉ trích, với một số tổ chức và nhà phê bình truyền thông, họ cho rằng hệ thống này đã lỗi thời và phi dân chủ. Humanists UK đã mô tả rằng "không thể chấp nhận được" khi "Vương quốc Anh là nền dân chủ phương Tây duy nhất trao cho các đại diện tôn giáo quyền tự động ngồi vào cơ quan lập pháp". Cũng có những lời chỉ trích về "sự bất thường khi có đại diện tôn giáo từ một trong bốn nhà nước cấu thành của Vương quốc Liên hiệp Anh và Bắc Ireland nhưng không phải từ ba nhà nước cấu thành còn lại"; trong khi các thủ tục bổ nhiệm được mô tả là "bí mật và có sai sót".
Richard Chartres, khi đó là Giám mục London, đã bảo vệ các giám mục vào năm 2007, nói rằng họ "tiếp xúc với nhiều ý kiến và tổ chức khác nhau", và đề xuất việc đưa "các thành viên lãnh đạo trong các cộng đồng tôn giáo [khác] của Anh" vào.